# Gollania japonica
Gollania japonica là một loài Rêu trong họ Hypnaceae. Loài này được (Cardot) Ando & Higuchi mô tả khoa học đầu tiên năm 1981.